# The Sleep of Reason
The Sleep of Reason è una serie televisiva prodotta da Giovanni Pedde e Vittorio Testa e condotta dal giornalista britannico Steve Bell.

## Trama
Il misterioso omicidio a Roma di una psichiatra specializzata in ipnosi regressiva apre le porte ad un'investigazione nelle aree più estreme del paranormale.

## Episodi
| Stagione         | Episodi | Prima TV Italia |
| ---------------- | ------- | --------------- |
| Prima stagione   | 13      | 2007            |
| Seconda stagione | 12      |                 |